# استل اتر
اِستل اِتر (انگلیسی: Estelle Etterre؛ ‏ ۲۶ ژوئیهٔ ۱۸۹۹ – ۷ مارس ۱۹۹۶) بازیگر اهل ایالات متحده آمریکا بود. وی بین سال‌های ۱۹۳۱ تا ۱۹۶۲ میلادی فعالیت می‌کرد.
از فیلم‌هایی که وی در آن‌ها نقش داشته‌است، می‌توان به کاندیدای منچوری، همه سقوط می‌کنند، جنس مخالف، آهنگ منقطع، درباره خانم لزلی، واگن دسته موزیک، ترس ناگهانی، پت و مایک، داماد وارد می‌شود، هدف بلند، پدر عروس، نیروی اهریمن، ساعت، شکوفه در غبار، زنان، پرواز آزمایشی، روابط ما، بیمارستان ولایت، شامپانزه و متواری اشاره نمود.